# 六波羅館
六波羅館（ろくはらやかた）は、京都の東山山麓にかつて存在した邸宅群の総称である。はじめ伊勢平氏の居館として築かれ、伊勢平氏が滅亡した後には鎌倉幕府の六波羅探題が入居した。

## 概要
この地に伊勢平氏が根拠地を築くきっかけとなったのは、平正盛建立の阿弥陀堂である（現在の常光院）。
六波羅館と呼ばれる邸宅群の範囲は時代により異なるが、伊勢平氏が繁栄を謳歌した最盛期には、北側が平安京の五条大路を東に延長した通り（現在の松原通）、東側が車大路、南側が平安京の六条大路を東に延長した通りであったと考えられている。南北はおよそ500メートル、東西はおよそ600メートルで、周囲は塀を巡らせ、内部には伊勢平氏の惣領家の邸宅「泉殿（いずみどの）」を中心として「屋敷三千二百余宇」が立ち並び、伊勢平氏の一族郎党が起居していたとされる。
平忠盛、平清盛らの居館となった泉殿は、太田静六の研究によると、それ以前の寝殿造に較べて極端に小さいものであったとされる。また泉殿の南には、平頼盛の居館である池殿があった。泉殿は氏長者の邸宅と位置づけられており、1169年に清盛が福原に移ると、この邸宅は後継者の平重盛に譲られた。その後、清盛が上京した際にも清盛は泉殿ではなく、西八条にあった妻の平時子の邸宅に滞在している。
ちなみに清盛の時代、六波羅館のすぐ南には後白河法皇の住んだ法住寺があった。